# Copa Federación de Santa Fe 2019
La Copa Federación 2019 fue la decimotercera edición de esa competición oficial, organizada por la Federación Santafesina de Fútbol, en la que participan equipos representantes de las 19 ligas afiliadas a dicha federación.
Consagró campeón al Romang Fútbol Club, club afiliado a la Liga Reconquistense de Fútbol, que logró de esta manera su primer título. Se definió también la clasificación a la Copa Santa Fe 2019.

## Sistema de disputa
Los 16 equipos participantes disputaron una serie de eliminatorias a ida y vuelta, hasta consagrar al campeón. El torneo estuvo compuesto por cuatro etapas: octavos de final, cuartos de final, semifinales y final. Si una serie finalizó empatada en el global, se definió por penales.

## Equipos participantes
| Liga                                             | Equipo                | Ciudad                     | Departamento     |
| ------------------------------------------------ | --------------------- | -------------------------- | ---------------- |
| Asociación Rosarina de Fútbol Sin equipos        |                       |                            |                  |
| Liga Cañadense de Fútbol 1 equipo                | Belgrano              | Las Rosas                  | Belgrano         |
| Liga Casildense de Fútbol Sin equipos            |                       |                            |                  |
| Liga de Fútbol Regional del Sud Sin equipos      |                       |                            |                  |
| Liga Departamental de Fútbol San Martín 1 equipo | Atlético San Jorge    | San Jorge                  | San Martín       |
| Liga Deportiva del Sur 1 equipo                  | Sporting              | Bigand                     | Caseros          |
| Liga Esperancina de Fútbol 1 equipo              | Santa Clara           | Santa Clara de Buena Vista | Las Colonias     |
| Liga Galvense de Fútbol 1 equipo                 | 9 de Julio            | Arocena                    | San Jerónimo     |
| Liga Interprovincial de Fútbol 1 equipo          | 9 de Julio            | Berabevú                   | Caseros          |
| Liga Ocampense de Fútbol 1 equipo                | Ocampo Fábrica        | Villa Ocampo               | General Obligado |
| Liga Rafaelina de Fútbol 1 equipo                | Talleres              | María Juana                | Castellanos      |
| Liga Reconquistense de Fútbol 1 equipo           | Romang FC             | Romang                     | San Javier       |
| Liga Regional Ceresina de Fútbol 1 equipo        | Atlético Selva        | Selva (SdE)                | Rivadavia (SdE)  |
| Liga Regional Paivense de Fútbol 1 equipo        | Colón                 | Emilia                     | La Capital       |
| Liga Regional Sanlorencina de Fútbol 1 equipo    | Barrio Quinta         | Capitán Bermúdez           | San Lorenzo      |
| Liga Regional Totorense de Fútbol 1 equipo       | Defensores de Centeno | Centeno                    | San Jerónimo     |
| Liga Santafesina de Fútbol 1 equipo              | Independiente         | Santo Tomé                 | La Capital       |
| Liga Venadense de Fútbol 1 equipo                | Teodelina FC          | Teodelina                  | General López    |
| Liga Verense de Fútbol 1 equipo                  | Unión                 | Gobernador Crespo          | San Justo        |

## Fase eliminatoria

### Cuadro de desarrollo
|  | Octavos de final            | Octavos de final            | Octavos de final            | Octavos de final            |   |                       | Cuartos de final   | Cuartos de final   | Cuartos de final   | Cuartos de final   |  |                    | Semifinales                 | Semifinales                 | Semifinales                 | Semifinales                 |  |                    | Final           | Final           | Final           | Final           |  |
|  | 25 de enero al 3 de febrero | 25 de enero al 3 de febrero | 25 de enero al 3 de febrero | 25 de enero al 3 de febrero |   |                       | 8 al 17 de febrero | 8 al 17 de febrero | 8 al 17 de febrero | 8 al 17 de febrero |  |                    | 21 de febrero al 3 de marzo | 21 de febrero al 3 de marzo | 21 de febrero al 3 de marzo | 21 de febrero al 3 de marzo |  |                    | 9 y 17 de marzo | 9 y 17 de marzo | 9 y 17 de marzo | 9 y 17 de marzo |  |
|  |                             |                             |                             |                             |   |                       |                    |                    |                    |                    |  |                    |                             |                             |                             |                             |  |                    |                 |                 |                 |                 |  |
|  |                             |                             |                             |                             |   |                       |                    |                    |                    |                    |  |                    |                             |                             |                             |                             |  |                    |                 |                 |                 |                 |  |
|  | Ocampo Fábrica              | 1                           | 1                           | 2 (6)                       |   |                       |                    |                    |                    |                    |  |                    |                             |                             |                             |                             |  |                    |                 |                 |                 |                 |  |
|  | Ocampo Fábrica              | 1                           | 1                           | 2 (6)                       |   |                       |                    |                    |                    |                    |  |                    |                             |                             |                             |                             |  |                    |                 |                 |                 |                 |  |
|  | Romang FC (p.)              | 1                           | 1                           | 2 (7)                       |   |                       |                    |                    |                    |                    |  |                    |                             |                             |                             |                             |  |                    |                 |                 |                 |                 |  |
|  | Romang FC (p.)              | 1                           | 1                           | 2 (7)                       |   | Romang FC             | 2                  | 6                  | 8                  |                    |  |                    |                             |                             |                             |                             |  |                    |                 |                 |                 |                 |  |
|  |                             |                             |                             |                             |   | Romang FC             | 2                  | 6                  | 8                  |                    |  |                    |                             |                             |                             |                             |  |                    |                 |                 |                 |                 |  |
|  |                             |                             | Unión (GC)                  | 3                           | 2 | 5                     |                    |                    |                    |                    |  |                    |                             |                             |                             |                             |  |                    |                 |                 |                 |                 |  |
|  | Unión (GC)                  | 2                           | Unión (GC)                  | 3                           | 2 | 5                     | 3                  | 5                  |                    |                    |  |                    |                             |                             |                             |                             |  |                    |                 |                 |                 |                 |  |
|  | Unión (GC)                  | 2                           |                             |                             |   |                       |                    |                    |                    |                    |  |                    |                             |                             |                             |                             |  |                    |                 |                 |                 |                 |  |
|  | Colón (Emilia)              | 1                           | 1                           | 2                           |   |                       |                    |                    |                    |                    |  |                    |                             |                             |                             |                             |  |                    |                 |                 |                 |                 |  |
|  | Colón (Emilia)              | 1                           | 1                           | 2                           |   |                       |                    |                    |                    |                    |  | Independiente (ST) | 2                           | 1                           | 3                           |                             |  |                    |                 |                 |                 |                 |  |
|  |                             |                             |                             |                             |   |                       |                    |                    |                    |                    |  | Independiente (ST) | 2                           | 1                           | 3                           |                             |  |                    |                 |                 |                 |                 |  |
|  |                             |                             | Romang FC                   | 3                           | 5 | 8                     |                    |                    |                    |                    |  |                    |                             |                             |                             |                             |  |                    |                 |                 |                 |                 |  |
|  | Atlético Selva              | 2                           | Romang FC                   | 3                           | 5 | 8                     | 1                  | 3                  |                    |                    |  |                    |                             |                             |                             |                             |  |                    |                 |                 |                 |                 |  |
|  | Atlético Selva              | 2                           |                             |                             |   |                       |                    |                    |                    |                    |  |                    |                             |                             |                             |                             |  |                    |                 |                 |                 |                 |  |
|  | Santa Clara                 | 1                           | 1                           | 2                           |   |                       |                    |                    |                    |                    |  |                    |                             |                             |                             |                             |  |                    |                 |                 |                 |                 |  |
|  | Santa Clara                 | 1                           | 1                           | 2                           |   | Independiente (ST)    | 1                  | 3                  | 4                  |                    |  |                    |                             |                             |                             |                             |  |                    |                 |                 |                 |                 |  |
|  |                             |                             |                             |                             |   | Independiente (ST)    | 1                  | 3                  | 4                  |                    |  |                    |                             |                             |                             |                             |  |                    |                 |                 |                 |                 |  |
|  |                             |                             | Atlético Selva              | 0                           | 2 | 2                     |                    |                    |                    |                    |  |                    |                             |                             |                             |                             |  |                    |                 |                 |                 |                 |  |
|  | Independiente (ST)          | 4                           | Atlético Selva              | 0                           | 2 | 2                     | 3                  | 7                  |                    |                    |  |                    |                             |                             |                             |                             |  |                    |                 |                 |                 |                 |  |
|  | Independiente (ST)          | 4                           |                             |                             |   |                       |                    |                    |                    |                    |  |                    |                             |                             |                             |                             |  |                    |                 |                 |                 |                 |  |
|  | 9 de Julio (A)              | 1                           | 0                           | 1                           |   |                       |                    |                    |                    |                    |  |                    |                             |                             |                             |                             |  |                    |                 |                 |                 |                 |  |
|  | 9 de Julio (A)              | 1                           | 0                           | 1                           |   |                       |                    |                    |                    |                    |  |                    |                             |                             |                             |                             |  | Atlético San Jorge | 1               | 2               | 3               |                 |  |
|  |                             |                             |                             |                             |   |                       |                    |                    |                    |                    |  |                    |                             |                             |                             |                             |  | Atlético San Jorge | 1               | 2               | 3               |                 |  |
|  |                             |                             | Romang FC                   | 3                           | 3 | 6                     |                    |                    |                    |                    |  |                    |                             |                             |                             |                             |  |                    |                 |                 |                 |                 |  |
|  | Atlético San Jorge          | 1                           | Romang FC                   | 3                           | 3 | 6                     | 3                  | 4                  |                    |                    |  |                    |                             |                             |                             |                             |  |                    |                 |                 |                 |                 |  |
|  | Atlético San Jorge          | 1                           |                             |                             |   |                       |                    |                    |                    |                    |  |                    |                             |                             |                             |                             |  |                    |                 |                 |                 |                 |  |
|  | Talleres (MJ)               | 0                           | 1                           | 1                           |   |                       |                    |                    |                    |                    |  |                    |                             |                             |                             |                             |  |                    |                 |                 |                 |                 |  |
|  | Talleres (MJ)               | 0                           | 1                           | 1                           |   | Defensores de Centeno | 1                  | 2                  | 3 (11)             |                    |  |                    |                             |                             |                             |                             |  |                    |                 |                 |                 |                 |  |
|  |                             |                             |                             |                             |   | Defensores de Centeno | 1                  | 2                  | 3 (11)             |                    |  |                    |                             |                             |                             |                             |  |                    |                 |                 |                 |                 |  |
|  |                             |                             | Atlético San Jorge (p.)     | 0                           | 3 | 3 (12)                |                    |                    |                    |                    |  |                    |                             |                             |                             |                             |  |                    |                 |                 |                 |                 |  |
|  | Barrio Quinta (CP)          | 3                           | Atlético San Jorge (p.)     | 0                           | 3 | 3 (12)                | 0                  | 3                  |                    |                    |  |                    |                             |                             |                             |                             |  |                    |                 |                 |                 |                 |  |
|  | Barrio Quinta (CP)          | 3                           |                             |                             |   |                       |                    |                    |                    |                    |  |                    |                             |                             |                             |                             |  |                    |                 |                 |                 |                 |  |
|  | Defensores de Centeno       | 4                           | 4                           | 8                           |   |                       |                    |                    |                    |                    |  |                    |                             |                             |                             |                             |  |                    |                 |                 |                 |                 |  |
|  | Defensores de Centeno       | 4                           | 4                           | 8                           |   |                       |                    |                    |                    |                    |  | 9 de Julio (B)     | 0                           | 0                           | 0                           |                             |  |                    |                 |                 |                 |                 |  |
|  |                             |                             |                             |                             |   |                       |                    |                    |                    |                    |  | 9 de Julio (B)     | 0                           | 0                           | 0                           |                             |  |                    |                 |                 |                 |                 |  |
|  |                             |                             | Atlético San Jorge          | 5                           | 4 | 9                     |                    |                    |                    |                    |  |                    |                             |                             |                             |                             |  |                    |                 |                 |                 |                 |  |
|  | Belgrano (LR)               | 1                           | Atlético San Jorge          | 5                           | 4 | 9                     | 1                  | 2                  |                    |                    |  |                    |                             |                             |                             |                             |  |                    |                 |                 |                 |                 |  |
|  | Belgrano (LR)               | 1                           |                             |                             |   |                       |                    |                    |                    |                    |  |                    |                             |                             |                             |                             |  |                    |                 |                 |                 |                 |  |
|  | Sporting (Bigand)           | 2                           | 1                           | 3                           |   |                       |                    |                    |                    |                    |  |                    |                             |                             |                             |                             |  |                    |                 |                 |                 |                 |  |
|  | Sporting (Bigand)           | 2                           | 1                           | 3                           |   | Sporting (Bigand)     | 0                  | 1                  | 1                  |                    |  |                    |                             |                             |                             |                             |  |                    |                 |                 |                 |                 |  |
|  |                             |                             |                             |                             |   | Sporting (Bigand)     | 0                  | 1                  | 1                  |                    |  |                    |                             |                             |                             |                             |  |                    |                 |                 |                 |                 |  |
|  |                             |                             | 9 de Julio (B)              | 2                           | 3 | 5                     |                    |                    |                    |                    |  |                    |                             |                             |                             |                             |  |                    |                 |                 |                 |                 |  |
|  | 9 de Julio (B) (p.)         | 2                           | 9 de Julio (B)              | 2                           | 3 | 5                     | 1                  | 3 (6)              |                    |                    |  |                    |                             |                             |                             |                             |  |                    |                 |                 |                 |                 |  |
|  | 9 de Julio (B) (p.)         | 2                           |                             |                             |   |                       |                    |                    |                    |                    |  |                    |                             |                             |                             |                             |  |                    |                 |                 |                 |                 |  |
|  | Teodelina FC                | 1                           | 2                           | 3 (5)                       |   |                       |                    |                    |                    |                    |  |                    |                             |                             |                             |                             |  |                    |                 |                 |                 |                 |  |
|  | Teodelina FC                | 1                           | 2                           | 3 (5)                       |   |                       |                    |                    |                    |                    |  |                    |                             |                             |                             |                             |  |                    |                 |                 |                 |                 |  |
|  |                             |                             |                             |                             |   |                       |                    |                    |                    |                    |  |                    |                             |                             |                             |                             |  |                    |                 |                 |                 |                 |  |

- Nota: En cada llave, el equipo que ocupa la primera línea es el que define la serie como local.

### Octavos de final
| Fechas                     | Local en la ida        | Global       | Local en la vuelta          | Ida | Vuelta |
| -------------------------- | ---------------------- | ------------ | --------------------------- | --- | ------ |
| 27 de enero y 3 de febrero | Romang FC              | 2:2 (7:6 p.) | Ocampo Fábrica              | 1:1 | 1:1    |
| 26 de enero y 3 de febrero | Colón (Emilia)         | 2:5          | Unión (Gobernador Crespo)   | 1:2 | 1:3    |
| 27 de enero y 3 de febrero | Santa Clara            | 2:3          | Atlético Selva              | 1:2 | 1:1    |
| 27 de enero y 1 de febrero | 9 de Julio (Arocena)   | 1:7          | Independiente (Santo Tomé)  | 1:4 | 0:3    |
| 25 de enero y 2 de febrero | Talleres (María Juana) | 1:4          | Atlético San Jorge          | 0:1 | 1:3    |
| 27 de enero y 3 de febrero | Defensores de Centeno  | 8:3          | Barrio Quinta (C. Bermúdez) | 4:3 | 4:0    |
| 27 de enero y 2 de febrero | Sporting (Bigand)      | 3:2          | Belgrano (Las Rosas)        | 2:1 | 1:1    |
| 29 de enero y 3 de febrero | Teodelina FC           | 3:3 (5:6 p.) | 9 de Julio (Berabevú)       | 1:2 | 2:1    |

### Cuartos de final
| Fechas             | Local en la ida           | Global         | Local en la vuelta         | Ida | Vuelta |
| ------------------ | ------------------------- | -------------- | -------------------------- | --- | ------ |
| 10 y 17 de febrero | Unión (Gobernador Crespo) | 5:8            | Romang FC                  | 3:2 | 2:6    |
| 10 y 17 de febrero | Atlético Selva            | 2:4            | Independiente (Santo Tomé) | 0:1 | 2:3    |
| 8 y 15 de febrero  | Atlético San Jorge        | 3:3 (12:11 p.) | Defensores de Centeno      | 0:1 | 3:2    |
| 10 y 17 de febrero | 9 de Julio (Berabevú)     | 5:1            | Sporting (Bigand)          | 2:0 | 3:1    |

### Semifinales
| Fechas                     | Local en la ida    | Global | Local en la vuelta         | Ida | Vuelta |
| -------------------------- | ------------------ | ------ | -------------------------- | --- | ------ |
| 22 de febrero y 3 de marzo | Romang FC          | 8:3    | Independiente (Santo Tomé) | 3:2 | 5:1    |
| 21 y 27 de febrero         | Atlético San Jorge | 9:0    | 9 de Julio (Berabevú)      | 5:0 | 4:0    |

### Final
| Fechas          | Local en la ida | Global | Local en la vuelta | Ida | Vuelta |
| --------------- | --------------- | ------ | ------------------ | --- | ------ |
| 9 y 17 de marzo | Romang FC       | 6:3    | Atlético San Jorge | 3:1 | 3:2    |

|                               |
|                               |
| Campeón Romang FC 1.er título |